# 宁萨儿
在苏美尔神话中，宁萨尔（Ninsar，苏美尔语Nin=女主，SAR=绿[色的]）是植物女神。
她是宁胡尔萨格与恩基的女儿，又与恩基生下了女儿宁古拉。
也被称为“大地夫人”宁基（Ninki）、宁玛赫（Ninmah）、宁穆（Ninmu）、宁莎尔（Nin-shar）